# Aplidium magnilarvum
Aplidium magnilarvum är en sjöpungsart som beskrevs av Kott 1992. Aplidium magnilarvum ingår i släktet Aplidium och familjen klumpsjöpungar. Inga underarter finns listade i Catalogue of Life.